# دارشان کومار
دارشان کومار (به انگلیسی: Darshan Kumar) بازیگر هندی است که در فیلم‌های بالیوودی بازی می‌کند. او اولین فیلم خود را با فیلم مری کام (۲۰۱۴)، به عنوان شخصیت اصلی مرد مقابل پریانکا چوپرا انجام داد. او همچنین در سال ۲۰۰۳ در فیلم با بازی سلمان خان در نقش " تره نعام" به عنوان یکی از دوستان راده ظاهر شد.

## زندگی‌نامه
کومار در خانواده ای هندو مستقر در روستای کوچک دهلی متولد شد. در سن ۲۴ سالگی به بمبئی نقل مکان کرد و به مدت پنج سال با گروه تئاتر سائج همکاری کرد
همچنین وی در سریال تلویزیونی DEVO K DEV MAHADEV مشغول به کار بود، و با بازی Shukracharya گورو دیو مشغول به کار شد. اولین فیلم کومار ان. اچ. ۱۰ بود، با آنوشکا شارما اما ماری کوم بود، با پریانکا چوپرا که اولین بار اکران شد.

## فیلم‌شناسی

### تلویزیون
| سال       | نام برنامه            | نقش          | یادداشت |
| --------- | --------------------- | ------------ | ------- |
| ۲۰۱۲      | هاوان                 |              |         |
| ۲۰۱۱–۲۰۱۴ | Devon Ke Dev. . مهادف | شکراچاریا    | [ ۹ ]   |
| ۲۰۱۰–۲۰۱۲ | بابا آیزو وار دونوندو | Mridang Lall |         |
| ۲۰۰۸–۲۰۱۰ | چوتی بهو              | پوراب        |         |

### فیلم
| سال  | فیلم                  | نقش              | یادداشت |
| ---- | --------------------- | ---------------- | ------- |
| ۲۰۰۳ | ترام نعم              | کاناک شارما      |         |
| ۲۰۱۴ | مری کوم               | اونلر کوم        | [ ۱۰ ]  |
| ۲۰۱۵ | NH10                  | ساتبیر           | [ ۱۱ ]  |
| ۲۰۱۶ | ساربجیت               | آویس شیخ         |         |
| ۲۰۱۷ | میرزا جولیت           | میرزا            |         |
| ۲۰۱۷ | جنتلمن                | یاکوب صبری       |         |
| ۲۰۱۸ | باغی ۲                | شاخار سالگونکار  |         |
| ۲۰۱۹ | نخست‌وزیر نارندرا مودی | خبرنگار تلویزیون |         |
| ۲۰۱۹ | مرد خانواده           | سمیر             |         |
| ۲۰۲۴ | کاغذ ۲                |                  |         |

### سری وب
| سال  | عنوان     | نقش | سکو | یادداشت |
| ---- | --------- | --- | --- | ------- |
| ۲۰۱۹ | پارخایایی | لئو | زی۵ | [ ۱۲ ]  |